# Discovery Channel
Discovery Channel (từng được biết đến với tên The Discovery Channel từ 1985 đến 1995, và thường được gọi đơn giản là Discovery) là một trong những kênh truyền hình trả tiền hàng đầu của Mỹ được sở hữu bởi công ty cổ phần Discovery, Inc., vận hành dưới sự lãnh đạo của CEO David Zaslav. Tính đến tháng 6 năm 2012, Discovery Channel là kênh có lượng người dùng đăng ký lớn thứ 3 tại Mỹ, xếp sau TBS và The Weather Channel. Đến tháng 9 năm 2018 thì số hộ gia đình đăng ký sử dụng tại Mỹ lên đến con số 88,589,000.
Ban đầu, kênh chủ yếu trình chiếu loạt phim tài liệu tập trung vào khoa học đời sống, công nghệ và lịch sử; nhưng từ năm 2000, kênh mở rộng thêm các chương trình truyền hình thực tế và khoa học giải trí (pseudo-scientific). Những chương trình hàng đầu của Discovery Channel tại Mỹ chủ yếu là loạt phim truyền hình thực tế như phóng sự điều tra (MythBusters, Unsolved History và Best Evidence), series về xe hơi và nghề nghiệp (Dirty Jobs và Deadliest Catch). Hãng cũng có nhiều chương trình đặc biệt dành cho đối tượng gia đình và khán giả nhỏ tuổi.
Một trong những chương trình thành công nhất của hãng là Shark Week, được trình chiếu hằng năm trong những tháng hè. Dù rất thành công về lượng người xem nhưng chương trình cũng nhận rất nhiều chỉ trích từ cộng đồng các nhà khoa học vì thiếu tính chính xác.

## Lịch sử hình thành
Năm 1982, John Hendricks lập/tạo ra kênh truyền hình Discovery Channel và công ty mẹ, Cable Educational Network Inc.. Hãng được đầu tư vốn 5 triệu USD từ BBC, Allen & Companyand và quỹ Venture America để vận hành.
Kênh được phát sóng lần đầu vào ngày 17 tháng 6 năm 1985. Ban đầu hãng có khoản 156,000 hộ gia đình đăng ký sử dụng và chương trình được chiếu trong khung giờ từ 3 giờ chiều tới 3 giờ sáng. Khoảng 75% thời lượng nội dung của kênh chưa từng được phát sóng trên bất kỳ kênh truyền hình nào tại Mỹ. Trong những năm đầu thành lập, kênh tập trung phát sóng các chương trình giáo dục dưới dạng phim tài liệu về văn hóa, thiên nhiên hoang dã, khoa học và các sự kiện lịch sử. Kênh cũng phát sóng một số chương trình của Liên Xô, gồm cả kênh tin tức Vremya. Năm 1988, hãng cho ra mắt chương trình buổi tối World Monitor (sản xuất bởi The Christian Science Monitor). Tập phim Shark Week đầu tiên được trình chiếu vào năm 1988, chương trình nhanh chóng trở nên nổi tiếng vào thập niên 90s và được phát sóng định kỳ vào mỗi mùa hè hằng năm cho đến đến tận bây giờ. Tới năm 1990, kênh được đăng ký trình chiếu ở hơn 50 triệu hộ gia đình tại Mỹ.
Vào đầu thập niên 2000s, Discovery Channel bắt đầu tập trung cơ cấu đổi mới nội dung để tăng số lượng khách hàng của mình, bằng cách sản xuất nhiều hơn các chương trình truyền hình thực tế trong lĩnh vực xe hơi, nghề nghiệp và chuỗi phóng sự điều tra. Mặc dù đã cố gắng thay đổi nhưng lượng người xem của hãng vẫn giảm đến mức kỷ lục trong gần một thập kỷ. Thất bại này được cho rằng do hãng đã quá sa đà vào một vài series đình đám như Monster Garage và American Chopper. Một số chuyên gia cho rằng những chương trình như vậy là không đúng với định hướng ban đầu của Discovey Channel là tập trung cho mục đích giáo dục khi giúp người xem có thể học hỏi thêm nhiều kiến thức về thế giới xung quanh. Vào năm 2005, Discovery tiếp tục đổi mới khi quay trở lại tập trung vào những chủ đề khoa học đời sống và lịch sử. Nhờ chiến lược này mà lượng người dùng đã tăng trưởng trở lại vào năm 2006.
Ngày 04 tháng 1 năm 2006, Discovery Communications thông báo phát thanh viên Ted Koppel, nhà sản xuất Tom Bettag và tám cựu thành viên của đài ABC phụ trách bản tin Nightline gia nhập Discovery Channel. Kênh truyền hình này đã được đề cử cho bảy giải Primetime Emmy cùng năm cho chương trìnhThe Flight that Fought Back (nói về chyến bay United Airlines Flight 93 bị không tặc tấn công trong sư kiện khủng bố ngày 11/09/2001) và Deadliest Catch (nói về nhóm ngư dân chuyên đánh bắt thủy sản ở biển).
Năm 2007, hàng loạt chương trình hàng đầu của Discovery Channel được ra mắt khán giả, đoạt giải Emmy và giải Peabody, như Planet Earth, Dirty Jobs, MythBusters và Deadliest Catch.
Ngày 01 tháng 9 năm 2010, một người đàn ông 43 tuổi tên là James Jay Lee đã đi vào trụ sở chính của Discovery Communications với một khẩu súng cầm tay, bắn ít nhất một phát, bắt giữ một vài người làm con tin; và bị cảnh sát bắn chết sau đó. Người này đã đăng tải nhiều lời chỉ trích kênh truyền hình trên trang SaveThePlanetProtest.com.
Vào tháng 12 năm 2015, Discovery Communications cho ra mắt dịch vụ TV Everywhere, Discovery Go, với tính năng phát trực tiếp video theo yêu cầu trên tất cả các kênh của hãng.

## Danh sách chương trình
Danh sách chi tiết: Tất cả chương trình của kênh Discovery Channel

## Quá trình xây dựng thương hiệu

### Logo

1 Logo (1985-1995)
2 Logo (1995-2000)2 Logo (1995-2000)
3 Logo (2000-2009)3 Logo (2000-2009)
4 Logo (2009-31/10/2019)
5 Logo (01/11/2019-nay)